# Isaiah Todd
Pour les articles homonymes, voir Todd.
Isaiah Todd, né le 17 octobre 2001 à Baltimore dans le Maryland, est un joueur américain de basket-ball évoluant au poste d'ailier fort.

## Biographie

### Carrière professionnelle

#### Wizards de Washington (2021-2023)
Isaiah Todd est drafté en 31e position lors de la draft 2021. Au préalable, il n'est pas passé par l'université mais par le NBA G League Ignite en NBA Gatorade League en compagnie notamment de Jonathan Kuminga et Jalen Green.
En août 2021, il signe un contrat de quatre saisons en faveur des Wizards de Washington.
En juin 2023, il est envoyé aux Suns de Phoenix dans le cadre du transfert de Bradley Beal. Un mois après, il est transféré aux Grizzlies de Memphis. En octobre 2023, il est coupé par les Grizzlies.

## Statistiques

### NBA Gatorade League

#### Saison régulière
| Saison    | Équipe              | Matchs | Titul. | Min./m | % Tir | % 3pts | % LF | Rbds/m. | Pass/m. | Int/m. | Ctr/m. | Pts/m. |
| --------- | ------------------- | ------ | ------ | ------ | ----- | ------ | ---- | ------- | ------- | ------ | ------ | ------ |
| 2020-2021 | NBA G League Ignite | 15     | 2      | 24,4   | 43,7  | 36,2   | 82,4 | 4,90    | 0,80    | 0,50   | 0,70   | 12,30  |
| Carrière  | Carrière            | 15     | 2      | 24,4   | 43,7  | 36,2   | 82,4 | 4,90    | 0,80    | 0,50   | 0,70   | 12,30  |

#### Playoffs
| Saison    | Équipe              | Matchs | Titul. | Min./m | % Tir | % 3pts | % LF | Rbds/m. | Pass/m. | Int/m. | Ctr/m. | Pts/m. |
| --------- | ------------------- | ------ | ------ | ------ | ----- | ------ | ---- | ------- | ------- | ------ | ------ | ------ |
| 2020-2021 | NBA G League Ignite | 1      | 1      | 32,0   | 28,6  | 25,0   | –    | 3,00    | 2,00    | 0,00   | 0,00   | 9,00   |
| Carrière  | Carrière            | 1      | 1      | 32,0   | 28,6  | 25,0   | –    | 3,00    | 2,00    | 0,00   | 0,00   | 9,00   |